# Valeri Gontsjarov
Valeri Gontsjarov (Charkov, 19 september 1977) is een Oekraïens turner. 
Gontsjarov won tijdens de Olympische Zomerspelen 2000 in het Australische Sydney de zilveren medaille in de landenwedstrijd.
Vier jaar later in Athene won Gontsjarov de olympische gouden medaille aan de brug. Gontsjarov behaalde tijdens deze spelen de zevende plaats in de landenwedstrijd en de achtste plaats aan de rekstok.
In 2005 behaalde Gontsjarov zijn enige wereldkampioenschapsmedaille in Melbourne de bronzen medaille aan de rekstok.

## Resultaten

### Olympische Zomerspelen
| Jaar | Plaats | Resultaten                                            |
| ---- | ------ | ----------------------------------------------------- |
| 2000 | Sydney | in de landenwedstrijd                                 |
| 2004 | Athene | op de brug 7e in de landenwedstrijd 8e aan de rekstok |

### Wereldkampioenschappen turnen
| Jaar | Plaats    | Resultaten     |
| ---- | --------- | -------------- |
| 2005 | Melbourne | aan de rekstok |

1896: Alfred Flatow ·
1904: George Eyser ·
1924: August Güttinger ·
1928: Ladislav Vácha ·
1932: Romeo Neri ·
1936: Konrad Frey ·
1948: Michael Reusch ·
1952: Hans Eugster ·
1956: Viktor Tsjoekarin ·
1960: Boris Sjachlin ·
1964: Yukio Endo ·
1968: Akinori Nakayama ·
1972: Sawao Kato ·
1976: Sawao Kato ·
1980: Aleksandr Tkatsjov ·
1984: Bart Conner ·
1988: Vladimir Artemov ·
1992: Vitali Tsjerbo ·
1996: Roestam Sjaripov ·
2000: Li Xiaopeng ·
2004: Valeri Gontsjarov ·
2008: Li Xiaopeng · 
2012: Feng Zhe · 
2016: Oleg Vernjajev · 
2020: Zou Jingyuan · 
2024: Zou Jingyuan